# 道の駅小田の郷せせらぎ
道の駅小田の郷せせらぎ（みちのえき おだのさとせせらぎ）は、愛媛県喜多郡内子町にある国道380号の道の駅である。

## 主な施設
- 駐車場
  - 普通車: 38台
  - 大型車: 3台
  - 身障者用: 2台
- トイレ（いずれも24時間利用可能）
  - 男: 大2器、小3器
  - 女: 4器
  - 身障者用: 1器
- 公衆電話
- 公衆FAX
- 食堂「かじか亭」（8:30 - 19:00）
- 特産品販売所

## 休館日
- 年中無休

## アクセス
- 国道380号 - 登録路線
  - 愛媛県道52号小田柳谷線

## 周辺
- 小田深山渓谷
- ソルファ オダスキーゲレンデ